# Berthold Schick
Berthold Schick (* 22. Juli 1966 in Ochsenhausen) ist ein deutscher Musiker, Musiklehrer, Komponist und Arrangeur. Er ist Gründer und Leiter der Kapelle Berthold Schick und seine allgäu6. Berthold Schick ist auch Dozent des Landesblasmusikverbandes Baden-Württemberg sowie der Kreismusikverbände Biberach und Ravensburg. Er leitet gleichzeitig das Bläservororchester und die Kleine Schützenmusik Biberach an der Riß.

## Leben
Berthold Schick wuchs in Rot an der Rot auf. Seine musikalische Karriere startete 1986 während seiner Bundeswehrzeit. Dort war er als Baritonhornist im Heeresmusikkorps 100 in Münster und als Posaunist im Gebirgsmusikkorps 8, des früheren Musikkorps der 1. Gebirgsdivision, in Garmisch-Partenkirchen tätig. Von 1987 bis 1991 studierte Schick Musik am Münchner Richard-Strauss-Konservatorium und von 1992 bis 1994 an der Hochschule für Musik und Darstellende Kunst Stuttgart (Künstlerische Ausbildung). 
Berthold Schick ist seit 1991 hauptamtlicher Musiklehrer an der städtischen Bruno-Frey-Musikschule Biberach an der Riß. Zudem ist er Solist in verschiedenen Orchestern. 1994 bis 1999 war er Mitglied bei Ernst Mosch und seinen Orig. Egerländer Musikanten. Seit 1997 besitzt Schick ein eigenes Tonstudio, Novas Music in Rot an der Rot und seit 1999 einen eigenen Musikverlag, Novas Musikverlag. Von Januar 2000 bis Juli 2000 war Schick Mitglied beim Musikkorps der Bayerischen Polizei München und von 2000 bis 2003 Orchestermitglied im Musical Ludwig II. in Füssen. 2006 gründete er die in böhmischer Besetzung spielende Gruppe allgäu6.
2008 war er Soloposaunist bei der Uraufführung von Franz Ramls Missa alla Francesca, einer einstimmigen Messe für Orgel, Choralschola und Posaune, in der Klosterkirche St. Verena Rot an der Rot.
Er ist verheiratet, Vater zweier Kinder und wohnt in Rot an der Rot.

## Werke (Auszug)
- Froschpolka
- Egerländer Erinnerungen
- Bergzauber
- Auf der Jägerhütte
- Isabel-Polka
- Polka Charlotte
- Alfons Polka
- Deggenhausertal Blues
- Manda Walzer
- Alphorn Romanze

## Tonträger
- Posaunenträume (1996)
- Trombonikus (2002)
- Isabel (2006)
- Franzi (2007)
- Lust auf böhmisch!? (2011)
- Tour de Alphorn (2012)
- Böhmisches Vergnügen (2014)